# Tsinjoarivo (Vakinankaratra)
Tsinjoarivo is een stad en commune in Madagaskar, behorend tot het district Ambatolampy dat gelegen is in de regio Vakinankaratra. Een volkstelling schatte in 2001 het inwonersaantal op ongeveer 20.000 inwoners. De stad biedt enkel lager onderwijs en beperkt middelbaar onderwijs aan. 99% van de bevolking werkt als landbouwer en 1% heeft een baan in de dienstensector. De belangrijkste landbouwproducten zijn rijst, aardappelen, bonen en mais en maniok. Ter hoogte van deze stad bevinden zich de watervallen van de rivier Onive.
De stad, met haar bekende rova, werd in 1997 vanwege haar uitstekende universele culturele waarde toegevoegd aan de categorie cultuur van Unesco's Werelderfgoedlijst.

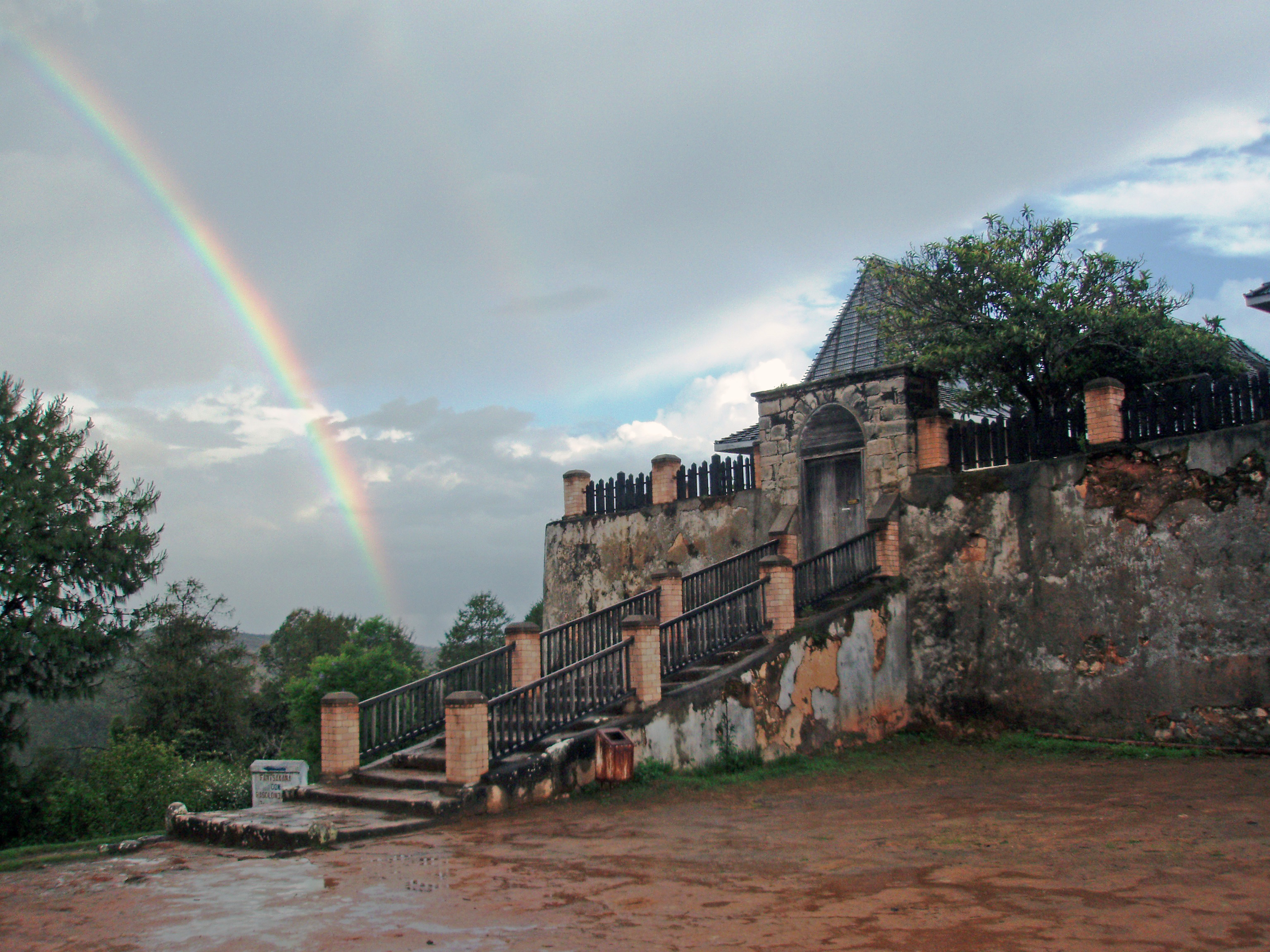
De Rova van Tsinjoarivo